# 九龙口古城址
九龙口古城址位于今天江苏省连云港锦屏山，为原来吴国、越国故地。
古城周长约5公里，三面环山，东面朝海，朝海的一面有半月形城墙，现残存高度为10余米。城中部有一高台，南北长300米，东西宽150米。城址周围有春秋晚期及战国时期的居住地遗址：二涧遗址、孔望山古城、土船顶遗址。同时发现有大量越国的印纹陶片。并有祝丘古城、临沂古城、北沟头古城等作为都城的屏障。九龙口古城址位于苏北大平原，春秋战国时有海在锦屏山下，当时称为东海。城南有淮水，西有沭水、新沂河和沂水，北有沂蒙山，东有大海。